# ليفانس فيلدز
ليفانس فيلدز (بالإنجليزية: Levance Fields)‏ مواليد 14 يونيو 1987 في بروكلين، هو لاعب كرة سلة أمريكي. بدأ مسيرته الاحترافية في سنة 2009. يبلغ طوله 5 قدم 10 بوصة (1.8 م). لعب كرة السلة الجامعية في جامعة بيتسبرغ. لعب مع نادي كولين لكرة السلة في التشيك. اعتزل اللعب في 2013.

## روابط خارجية
- ليفانس فيلدز على موقع الدوري الأوروبي لكرة السلة (الإنجليزية)
- ليفانس فيلدز على موقع كرة السلة الأوروبية.كوم (الإنجليزية)
- ليفانس فيلدز على موقع كلية كرة السلة في سبورتس رفرنس.كوم (الإنجليزية)
- ليفانس فيلدز على موقع ريلجم (الإنجليزية)
- ليفانس فيلدز على موقع بروبوليرز (الإنجليزية)
- ليفانس فيلدز على موقع سبورتس رفرنس (الإنجليزية)